# Agencija Republike Slovenije za plačilni promet, nadziranje in informiranje
Agencija Republike Slovenije za plačilni promet, nadziranje in informiranje (ARSPPNI) je bila med letoma 1994 in 1996 javna služba v Republiki Sloveniji, ki je skrbela za plačilni promet v državi in za izvajanje davčnega nadzora. Vodila jo je generalna direktorica Romana Logar. Agencija se je razvila iz SDK.
V skladu z zakonom  je Agencija med drugim opravljala naloge: 
- izvajanja plačilnega prometa v državi
- davčnega nadzora
- zagotavljanje statistike
- informiranja
- revidiranja lastninskega preoblikovanja pravnih oseb,

17.04.1996 se je Agencija skupaj z Republiško upravo za javne prihodke združila v Davčno upravo Republike Slovenije.